# Ceratandra bicolor
Ceratandra bicolor é uma espécie de orquídea terrestre com pequenas flores, endêmica do Cabo Ocidental, na África do Sul, onde habita preferencialmente encostas das montanhas não muito elevadas, florescendo principalmente após incêndios ocasionais.
São plantas de raízes espessas, ocasionalmente comportando pequenos tubérculos, das quais nascem até quatro caules  que medem menos de meio metro de altura, com folhas lineares espaçadas comportando também uma roseta de folhas alongadas próximas de sua extremidade. A inflorescência é terminal com flores desépala dorsal disposta jundo às pétalas formando um conjunto, as laterais abrem-se bem. O labelo tem formato de âncora, e a coluna contém duas polínias. As flores secretam óleo, recolhido por abelhas rediviva, da família Melittidae que nesta atividade polinizam as flores ao levarem as polínias em sua pernas.